# Томас Кінкейд
Томас Кінкейд (англ. Thomas Kinkade, 18 січня 1958, Сакраменто — 6 квітня 2012, Монте-Серено) — американський художник, вирізнявся поширенням друкованих репродукцій своїх робіт, зокрема його картини часто зустрічаються на пазлах. Він характеризував себе як «Томас Кінкейд, Художник Світла» (зареєстрована торгова марка) і як «найбільш колекціонований нині живий художник Америки». Компанія Media Arts, яка поширює продукцію Томаса Кінкейда заявляє, що в 1 з 20 будинків США в тій чи іншій формі є одне із зображень, виконане Кінкейдом. Мистецтво Кінкейда часто критикувалося за зайву комерціоналізованість, називалося кітчем.

## Біографія
Томас Кінкейд виріс в маленькому містечку Плейсервілль, штат Каліфорнія, закінчив середню школу в 1976 році, вчився у Каліфорнійському університеті в Берклі і Коледжі Мистецтва в Пасадені. Одружився в 1982 році, дружину звуть Нанетт, у них народилися чотири дочки: Меррітт (1988), Чандлер (1991), Вінсор (1995) і Еверетт (1997), усі названі на честь знаменитих художників.
Вчителями Кінкейда до коледжу були Чарльз Белл і Гленн Весселс. Весселс і переконав Кінкейда вступити у Каліфорнійський університет в Берклі. Відносини Кінкейда і Весселса показані у напівбіографічному фільмі «Різдвяний котедж», що вийшов 2008 року.

## Молоді роки
Після двох років спільного навчання в Берклі Кінкейд перевівся в знаменитий національний Художній Коледж в Пасадені.
В червні 1980 року Кінкейд здійснив літню подорож по Сполучених Штатах зі своїм другом з коледжу, Джимом Гурнеєм. Обидва закінчили свою мандрівку в Нью-Йорку і уклали контракт з видавництвом Гуптілл на випуск «Керівництва зі створення ескізу». Двома роками пізніше вони випустили «Керівництво для художників зі створення ескізу» (The Artist's Guide to Sketching), яке стало одним з найбільш продаваних продуктів цієї компанії в тому році. Успіх книги привів його і Гурнея в Студію Ральфа Бакші, яка створює декорації до анімаційного фільму «Вогонь і Лід» (1983). Поки Кінкейд працював над фільмом, він почав пробувати малювати світло і уявні світи. Після фільму Кінкейд вирішив заробляти як художник, продаючи свої оригінали в галереях по всій Каліфорнії.

## Творчість
Головною особливістю картин Кінкейда були світні відблиски і насичені пастельні тони. Він зображував в імпресіоністському стилі контури, буколічні, ідилічні предмети, такі як сади, струмки, кам'яні котеджі, міські вулички тощо.
Також він писав картини на різні християнські теми, зображував християнські хрести і церкви. Себе Кінкейд називав «побожним християнином» (всі його діти мають друге ім'я «Крістіан»). Кінкейд говорив, що отримує натхнення від релігії і що в його роботах міститься великий моральний аспект. Також він вважав, що його завдання як художника зачепити людей усіх віросповідань, щоб принести мир і радість в їх життя через образи, які він створює.